# Buttenheim
Buttenheim är en köping (Markt) i Landkreis Bamberg i Regierungsbezirk Oberfranken i förbundslandet Bayern i Tyskland  med cirka 3 800 invånare.
Levi Strauss föddes i Buttenheim.